# Karl von Schönstedt

Karl Schönstedt, um 1900

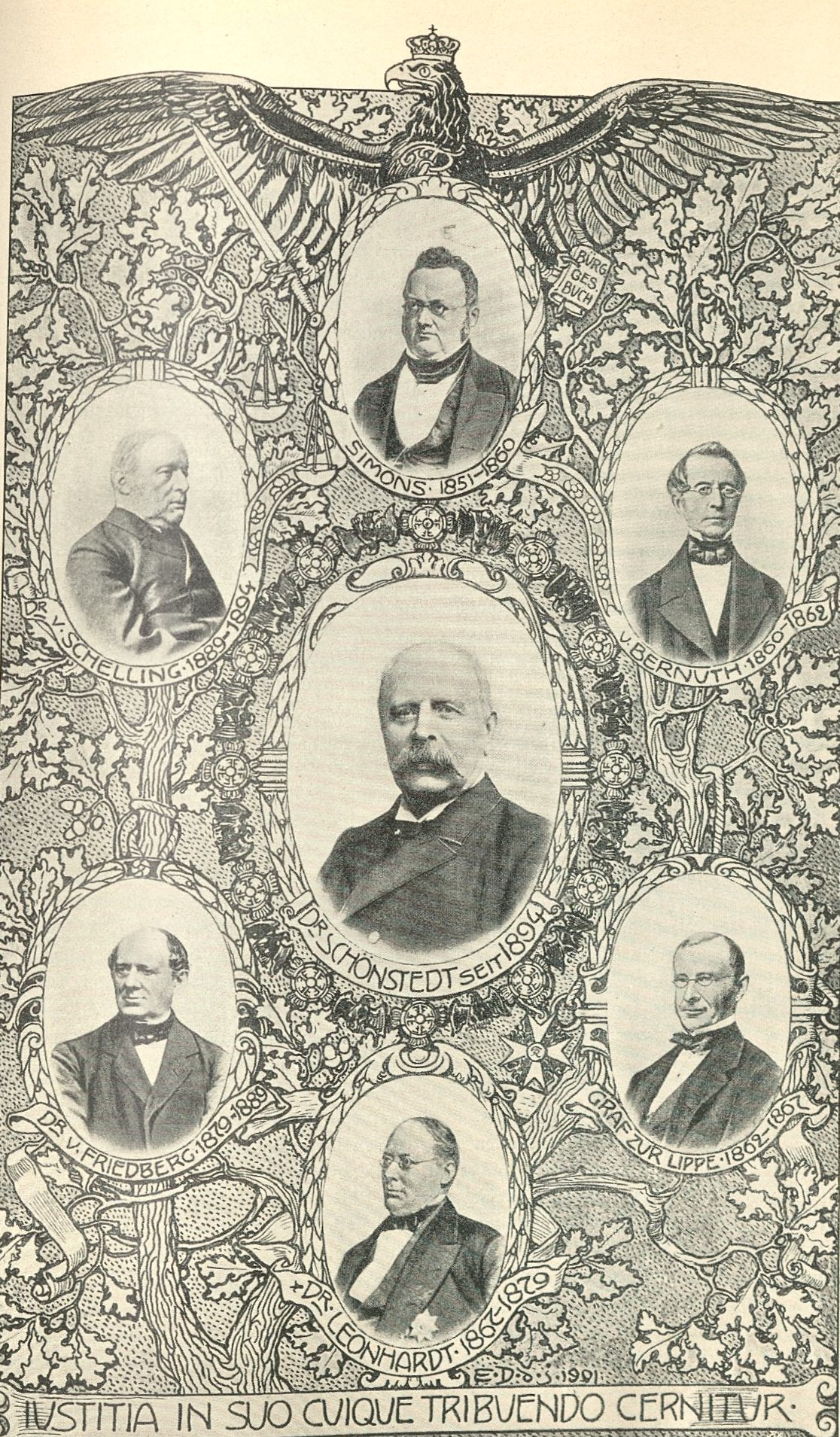
Justizminister Preußens 1851–1905

Karl Heinrich Schönstedt (seit 1911 von Schönstedt) (* 6. Januar 1833 in Broich; † 31. Januar 1924 in Berlin) war ein deutscher Richter und von 1894 bis 1905 preußischer Justizminister.

## Werdegang
Schönstedt war der jüngere Sohn eines Patrimonialrichters. Er studierte Rechtswissenschaften in Bonn und legte 1853 das erste juristische Examen (von damals noch drei) ab. 1850 wurde er Mitglied der Burschenschaft Alemannia Bonn. Nach Beendigung des Studiums arbeitete er 1858 kurzzeitig als Geschäftsführer des neu gegründeten Vereins für bergbauliche Interessen im Oberbergamtsbezirk Dortmund, eines Arbeitgeberverbands von Zechenbesitzern im Ruhrrevier, und trat 1859 als Gerichtsassessor in Schwelm im Bezirk des Appellationsgerichts Hamm in den preußischen Justizdienst ein. 1865 wurde er Kreisrichter in seinem Heimatort Broich und 1867 in Duisburg. Anschließend war er eine Zeitlang als Hilfsarbeiter im Justizministerium tätig und wirkte an den Formulierungen des neuen deutschen Konkursrechtes mit. Im Jahr 1872 ging er als Appellationsgerichtsrat nach Glogau in Schlesien und wechselte 1875 nach Frankfurt am Main. Dort wurde er 1879 Landgerichtsdirektor (d. h. Vorsitzender einer Kammer) und ging 1883 nach Neuwied und 1884 nach Kassel. Seit 1892 war er Präsident des Oberlandesgerichts in Celle.

## Amtszeit als Justizminister
Im November 1894 trat er als Nachfolger Hermann von Schellings das Amt des preußischen Justizministers an, das er elf Jahre lang ausübte. Die Ernennung des zuvor wenig hervorgetretenen Schönstedt hatte er wahrscheinlich dem Einfluss des nationalliberalen Finanzministers Johannes Miquel zu verdanken, den er aus dessen Zeit als Oberbürgermeister von Frankfurt am Main kannte. Er war der erste Justizminister in Preußen, der keine Karriere in der Ministerialbürokratie hinter sich hatte, sondern aus der Gerichtsbarkeit kam. Ab 1895 war Schönstedt auch Mitglied des preußischen Herrenhauses und Kronsyndikus.
Er stand keiner politischen Partei nahe, prägte die preußische Justizverwaltung allerdings durch eine dezidiert „harte Linie“. Seine konservative Amtsführung machte ihn bei Sozialdemokraten, Linksliberalen und Zentrumsanhängern zunehmend unbeliebt. Zuletzt galt er als der meistkritisierte Justizminister seit Leopold zur Lippe-Biesterfeld-Weißenfeld. Selbst Katholik, ermöglichte seine Personalpolitik zwar auch Zentrumsanhängern den Aufstieg in hohe Stellen in der Justizverwaltung, Anhänger der SPD blieben dagegen in seiner Amtszeit bis ins 20. Jahrhundert hinein ausgeschlossen. Allerdings setzte er damit Entwicklungen fort, die bereits vor ihm üblich waren.
Seine Amtszeit stand im Zeichen der Einführung des zum 1. Januar 1900 in Kraft tretenden deutschen Bürgerlichen Gesetzbuches (BGB). Schönstedt sorgte für einen reibungslosen Übergang der Rechtsprechung an den preußischen Gerichten, wobei ihm seine lange Erfahrung in der Gerichtsverwaltung zugutekam. Er hielt dabei intensiv Kontakt auch zu untergeordneten Instanzen, um sich unmittelbar über auftretende Probleme und Tendenzen informieren zu lassen. 1898 brachte er eine Rangerhöhung der unteren und mittleren Richterchargen auf den Weg. Die von ihm ins Auge gefassten weiteren internen Reformen der Justizbehörden konnte er aufgrund seiner schwachen Stellung innerhalb der Regierung und des starken parlamentarischen Widerstands gegen seine Person nicht durchsetzen.
Von Beginn an kritisiert wurde die unausgesprochene Benachteiligung jüdischer Bewerber für Stellen im preußischen Justizdienst, deren Aussichten sich nach Schönstedts Amtsantritt verschlechterten. Antisemiten fassten die Haltung des Justizministeriums als Ermutigung dafür auf, immer schärfere Restriktionen gegen die Anstellung jüdischer Richter zu fordern und vor der Gefahr einer – real nicht vorhandenen – Zunahme „des jüdischen Elements“ in der Justiz zu warnen. Auch bei der Vergabe von Notarstellen wurden jüdische Rechtsanwälte gezielt benachteiligt; und nach Beobachtungen des jüdischen Central-Vereins wurden Juden in Preußen nicht mehr im gleichen Umfang wie andere Bürger als Schöffen und Geschworene herangezogen. Auf die anhaltende Kritik von linksliberaler Seite räumte Schönstedt in einer Parlamentsdebatte 1901 freimütig ein, dass es solche Behinderungen gab. Er begründete sie damit, dass er dem Misstrauen weiter Kreise gegen die Juden habe Rechnung tragen müssen.
Die Kritik von links richtete sich gegen Schönstedts Befürwortung des entschlossenen Kampfes gegen Sozialdemokraten und Gewerkschaften mit rechtlichen Instrumenten. In diesen Zusammenhang gehören die Zuchthausvorlage, die Lex Heinze und der Gesetzentwurf zur Erschwerung des Kontraktbruchs ländlicher Arbeiter. Hinzu kam die grundlegende Kritik von links gegen die Klassenjustiz, für die Schönstedt als arbeitgebernaher Jurist ein geeignetes Ziel abgab. Aber auch von der Wirtschaft wurde Kritik am preußischen Justizsystem geübt. So wurde die Weltfremdheit der Richter beklagt. Aus nationalliberalen Kreisen wurde die nachlassende Qualität des Justizpersonals kritisiert. Hierzu trug die Tatsache bei, dass der Dienst in der preußischen Staatsverwaltung gesellschaftlich höher angesehen und besser besoldet war als in der Justiz und darüber hinaus auch wesentlich günstigere Beförderungsaussichten bot, sodass ein beachtlicher Teil des juristischen Nachwuchses aus sozial und finanziell besser gestellten Familien den Gerichten verloren ging und nach dem Assessorexamen Karriere als Ministerialbeamter, Landrat oder Bürgermeister machte.
Im November 1905 trat Schönstedt zurück, nachdem er durch eine Rechtfertigung seines Verhaltens während des Königsberger Hochverratsprozesses gegen neun zum Teil namhafte SPD-Mitglieder im Februar 1904 für Empörung gesorgt hatte und politisch nicht mehr zu halten war. Danach zog er sich weitgehend ins Privatleben zurück, blieb aber bis 1918 Mitglied des Herrenhauses. Er wohnte in Berlin in der Wilhelmstraße 65 (Stand: 1905).

## Familie
Sein Vater Friedrich Schönstedt (1800–1840) war Assessor am fürstlichen Patrimonialgericht in Broich und starb früh. Die Familie seiner Mutter Friedericia Schönstedt geb. Schramm (1806–1882) stammte aus Hildesheim. Sein älterer Bruder Rudolf (* 1831) war Tuchfabrikant und gründete 1864 eine Baumwoll-Buntweberei in Duisburg, als deren Seniorchef er noch als beinahe 80-Jähriger bei seiner Goldenen Hochzeit im Jahr 1911 aktiv war. Auch seine Schwester Emma (* 1829) lebte um 1911 als Rentnerin in Duisburg.
Karl Schönstedt heiratete 1875 in Den Haag eine entfernte Verwandte, wohl die Tochter des niederländischen Generalstabschefs (1873–1877) und Marinemalers Aegidius Schönstedt (1812–1881). Wilhemine Schönstedt (1841–1912) war evangelisch, Karl Schönstedt lebte mit ihr in einer damals kirchlich verurteilten Mischehe. Ihre drei Töchter Luise (* 1875), Frida (1877–1938) und Ida (* 1886) wurden evangelisch getauft und erzogen; die beiden jüngeren heirateten Gutsbesitzer und Adlige aus preußischem Junkerstand.
Karl von Schönstedt lebte auch als Witwer in Berlin und wurde auf dem evangelischen Dreifaltigkeitsfriedhof in Berlin-Kreuzberg bei seiner Frau bestattet.

## Ehrungen (Auswahl)
- Ihm wurde im Jahr 1900 in Berlin die juristische Ehrendoktorwürde verliehen.
- Großkreuz des Roten Adlerordens mit Eichenlaub und Brillanten (1903)
- Osmanié-Orden
- Erhebung in den erblichen preußischen Adelsstand (Kaisergeburtstag 1911)[13]
- In Rixdorf (1899)[14] und in Berlin-Gesundbrunnen (1902)[15] wurden Straßen nach ihm benannt.